# پیاتزولا سول برنتا
پیاتزولا سول برنتا (به ایتالیایی: Piazzola sul Brenta) یک کومونه در ایتالیا است که در استان پادووا واقع شده‌است. پیاتزولا سول برنتا ۴۱٫۴ کیلومتر مربع مساحت و ۱۰٬۹۴۷ نفر جمعیت دارد و ۱۳ متر بالاتر از سطح دریا واقع شده‌است.

## خواهرخوانده
شهر بیکاز خواهرخواندهٔ پیاتزولا سول برنتا هست.